# 聖モエスの方舟
『聖モエスの方舟』（せいモエスのはこぶね）は、榎本ナリコによる日本の漫画。また、『世界制服』のスピンオフ作品。『月刊サンデーGENE-X』（小学館）にて2009年10月号から連載を開始した。2012年6月号以降は新章として、『星の少女たち 聖モエスの方舟・帰還篇』とタイトルを改め、2013年1月号まで連載された。単行本は全5巻が刊行。第5集のみが『星の少女たち　聖モエスの方舟』のタイトルになっている。

## 概要
本作は、『世界制服』のepisode4『イッツア・スモール・ワールド』内の劇中劇フィギュアシリーズ『聖モエスの箱舟学園』からスピンオフした作品である。
その中の世界観設定しかない『聖モエスの箱舟学園』を本当に描こうという企画が持ち上がり、連載がスタートされた。
この際に、新たな設定、ストーリー、キャラクターを加えたり、一部のキャラクターの名前の表記を変更したり、さまざまな変更をされているため『聖モエスの箱舟学園』の設定とは異なる物語になっている。

## あらすじ
地球暦0080。
それは、人類が地球のもとに『地球連邦』となって80年後の世界。
人類はようやく、真の平和を手にしたかに思われた。
しかし、謎の流星雨が地球全体に降り注いだことが引き金となり、男性の人口が極端に減少していった。
それから59年後の地球暦0139年。
中学生のモエナは、親友の友絵とともに、名門の『聖モエス学園』への入学が決まる。
そして入学式を迎えるが、校舎は突然地鳴りを響かせ、大空へと向かっていった。

## 舞台設定
作中の時代設定は、西暦21xx年から地球のあらゆる国境を廃して『地球連邦』として統一された未来を描いている。
年号は統一地球暦【AU（アフターユニオン）】に改正。本編中はAU0139。
また、国境の廃止に伴い、『○○国』といった名称でなく『○○語圏』といった名称を多く使うようになった。
AU0080、異星人のセフィロトによる彗星、流星に模した『火球弾（メテオレ）』、『星弾（エトワーレ）』によるY染色体の破壊を意図した攻撃を受ける。その壊れたY染色体を引き継いで生まれる男子は、ほぼ流産や死産をするようになる。
その結果、AU0139には男女比が女性71%、男性が28%となり、このままでは2年後に地球人類の種の存続の可能性が2%を切り、結果として人類の滅亡となるという極めて危うい状態にある。
第5集からは、モエス学園が飛び立ってから約2年が経過している。
聖モエス学園
本作品の主な舞台である巨大な学園都市型演習用の宇宙船。
この名称は通称で、タイトルとなっている『聖モエスの方舟』とも呼ばれる。
本作品の時代において、かつての世界遺産だったモン-サン-ミシェルを礎として最新科学の戦艦として建造された。
もとは異星人セフィロトの一人・エテルが学長のシスター・エーテルの名を借り、地球人類の種の保存のために立案した『モエスの方舟計画』のもとに造られた『方舟』だという事実が第28話で明らかにされる。
モエナたち生徒は、DNA適正検査により、全人類の中から選ばれた。彼女ら生徒や学園の関係者にはそれぞれナンバリング（序列）が付けられており、現在判明しているうちでは20まである。
制服のデザインは、基本として、女子は白い提灯型の袖のブラウスとプリーツスカート、男子は白い学ランとなっている。ただし生徒により、デザインが異なるため、これに限ったことではない。ちなみに下着も学校指定。また、制服袖口の元ネタは波○砲らしい。
『イッツア・スモール・ワールド』内の士官学校という設定は引き継いでいるが、本作品では生徒が集まらないからと公にしていなかったり、クローン少女のブランカたちを除いた生徒は実質11人（?）だったり、初期と異なる点が多く、新たな設定を追加している。

## 登場人物[2]
年齢の→の右に書かれているのは第5集からの登場人物たちのおよその年齢。

### 戦乙女（ヴァルキューレ）
ここではモエナ達女生徒のことを指す。
ナンバリングは01～06まで。
本来なら彼女らは全員ヴァルキューレの力に覚醒をし、戦える状態にあるはずだったが、モエス学園関係者による『計画』に遅れが生じてしまったため、全員の覚醒が完了しないまま艦船は出航したという。

モエナ・ジェラシード
本作の主人公。
年齢：15歳→17歳
出身：地球連邦政府政令学園都市ニューツクバ
守護宝石（制服の胸元に付いている宝石）：ルビー（コランダム赤色）　序列：01（象徴：意志の力）
身長：158cm　スリーサイズ：B78、W58、H83　健康体。
明るく楽天的な性格で、誰とでも友達になれるのが特技。おバカで勉強は苦手。好物は甘いもの。逆に辛いものは駄目。
髪の毛はピンクでアホ毛をヘアピンで留めている。
若い男性と今まで接触したことがなく、男子との恋愛にあこがれている。モエス学園の入学を決めたのは、学園が共学であり、そこで男子と会えることを期待したため。
教官の苗羽に一目惚れし、想いを寄せている。
経緯は不明だがモエムに代わり、ヴァルキューレを率いることになる「01」（ゼロワン）のナンバリングに選ばれる。01の象徴である「意志の力」は、一番優れた才能を秘めているという意味。
入学初日から学園の艦がセフィロトの襲来に遭い、クラスメイトである燃世の戦死を目の当たりにしてしまう。ショックのあまり、約一週間授業に出なくなってしまうが、その後燃世は校医のトナエによって復活する。しかしそれが仲の良かったヒロコの肉体を利用したことによる復活と知り、モエナはこの悲劇を繰り返さないために戦うことを決意。しかし、クラスメイトの覚醒が相次ぎ、自分一人戦えないことを無力に思う。さらにエテルやゲボラとふれあい、その後彼女らがセフィロトと知るものの、戦いよりも和解を望む。
最終話では、友絵達を残してモエスがセフィロト本星から飛び立とうとした直後に覚醒。本星を包み、守護宝石をすべて破壊するほどの大きな力を放ち、自らの望みでセフィロトとの和解や戦死した者の復活などを叶えるが、その後消息を絶ってしまう。
第1集に収録のプロフィールでは、彼女の武器は剣と炎という設定で覚醒時は翼が生えている姿だったが本編に登場することはなかった。
友絵・アンジェラル（トモエ・アンジェラル）
モエナとは幼馴染で親友。
年齢：15歳→17歳
出身：地球連邦政府政令学園都市ニューツクバ
守護宝石：エメラルド（ベリル緑色）　序列：03（象徴：行為）
身長：158cm　スリーサイズ：B82、w57、H84　健康体。
ストレートのロングヘアーで左側の髪のみを三つ編みにしている。
成績優秀。ドジではない眼鏡っこで自分の価値観に正直。それ故か、しばしばおバカな言動をするモエナに心の中で毒づくことがある（時に口にすることもある）。
学園に不信感を抱くが、その一方で教官の苗羽とナサナエルの喧嘩を見た事がきっかけで腐女子に目覚める。
モエスの盾になろうとしたモエナを助けるために覚醒する。彼女の武器は大翼を重ねた盾。
彼女の活躍によりセフィロトの撃破に成功するが、一方でその正体が人間に似ていることを知り、セフィロトを殺したことに苦悩する。そのために一時は盾を出せなくなってしまうが、天照が憑依したエリスを救うために力を使う。
モエナとともに燃世の復活の経緯を知る一人。
モエム・レアメタル
年齢：11歳→13歳
出身：ロシア語圏自治州・首都モスクワ
守護宝石：サファイヤ（コランダム青色）　序列：02（象徴：科学）
身長：145cm　スリーサイズ：B71、w55、H69　健康体。
本名はモエム・レアメタル=ロマノフ。また、本編では、『モエム・ロマノフ』とも表記されている。
女子生徒の中で最年少だが、唯一ヴァルキューレとして目覚めていた少女。
武器はビーム砲。
髪型はツインテールの縦ロール。負傷後は髪を切り、先端にかけてカールのかかったようなツインテールになっている。
冷静でプライドが高く、周りと距離をおいていたが、回復して授業に復帰して以降は少しずつ打ち解けていくようになったらしい。
10歳の頃にトナエと出会い、彼により01に選ばれる。それからの1年間を彼が連れて来たブランカの少女・レイとともに幸福な日々を過ごした。しかし、セフィロトの攻撃に遭い、レイとともに瀕死の重傷を負う。トナエにより脳を保存し残った体細胞を使うことで、4年の歳月をかけて再生することで救われるが、体が11歳のままの再生となった。それと同時に01の資格がモエナに渡された。
現在の01であるモエナに密かに嫉妬と敵対心を抱き、自分が01であることに強くこだわる。
自分の01の資格と4年の時間を奪ったセフィロトに対し、激しい憎悪を表している。
孟永麗（もう　えいれい）
年齢：15歳→17歳
出身：中国語圏自治州・連邦政府直轄特別都市・上海市
守護宝石：モリオン（黒水晶）
身長：150cm　スリーサイズ：B69、w56、H77　共生体。
元々は姉の麗々と弟の永々の双子の姉弟だったが、事故によりそれぞれの体がバラバラになってしまう。しかし、トナエに体をつなぎ合わされたことで救われ、現在の共生体となる。顔のつなぎ目の左半分は弟の永々のもの。髪の毛の色もそれぞれ麗々の黒、永々の白と分かれている。また、主人格は麗々にあるが、左脳は永々のものであるため、共用語が得意でない。
オンラインバーチャル格闘ゲーム『バトフィー』の常連プレイヤーで、双子で『光陰双龍（ライトアンドダークネスドラゴンズ）』の名で参戦していた。モエス学園入学後、クラスメイトの燃世がバトフィーの覇権を争うライバルプレイヤーであったことが判明し、リアルで再会することとなった。
武器は姉弟それぞれの望み（爪と槍）が融合したことで大鎌となる。
最終話では、モエナの力により、事故前の双子に戻った。
初期設定では、「モエレ」という名前のヤンデレ少女だった。
孟麗々（もう　れいれい）
序列：04（象徴：完成）
双子の姉。冷静で聡明な性格。バトルネームは『黒龍』。
孟永々（もう　えいえい）
序列：12（象徴：不明）
双子の弟。明朗だが、思慮の足りない性格。バトルネームは『白龍』。
第5集で燃世に想いを寄せていることを告白したが、自分が麗々の左半分でしかないと言い、同じく燃世に好意を持つルカのために身を引こうとした。
燃世・本能寺（もえよ・ほんのうじ）
年齢：15歳→17歳
出身：アメリカ自治州第二ヒューストン
守護宝石：トパーズ（黄水晶）　序列：06（象徴：試練）
身長：168cm　スリーサイズ：B84、w61、H88　健康特A優良体。
男勝りで格闘好きな少女。一人称は「オレ」。
いつもヘッドギアを着けているが、第5集からはポニーテールに変えている。好物はカレー。
武器は自らの拳を振るい、応戦する。
オンラインバーチャル格闘ゲーム『バトフィー』の常連プレイヤーで、『虎姫星（タイガールスター）』の名で参戦。バトフィー内では、永々と麗々の双子の姉弟とは良きライバルの関係にあった。
入学初日にセフィロトの大エネルギー弾（メテオレ）による攻撃で戦死してしまうが、トナエにより復活する。自身の復活がヒロコの肉体を利用したものと知らず、事実を知るモエナも燃世には知らせたくないと思っている。
下賀茂江梨子（しもかも　えりす）
年齢：15歳→17歳
出身：日本語圏自治州・歴史特別都市京都
守護宝石（彼女の石は帯の部分にある）：ガーネット（柘榴石）　序列：05（象徴：霊感）
身長：145cm　スリーサイズ：B84、w57、H83　健康体。
日本の神社・下賀茂神社の宮司の娘で、斎王になるべく、また、彼女と双子の兄クニエの祖国の神・天照大御神を身に宿す巫女として育てられる。そのため、世俗と遮断された生活をしてきたため、物知らずである。
セフィロトの攻撃から彼女を庇い、左腕を失い出血したクニエの姿が八咫烏に見えたのがきっかけで天照を降ろすとともに覚醒。天照を降ろしている時の彼女は守護宝石の力も伴い暴走状態となり、小型の太陽をいくつも造り出すほどの危険な力を持つ。
武器は梓弓と八咫烏の羽根の矢。
名前は漢字の「江梨子」だが、カタカナの「エリス」で表記されるのがほとんどである（本記事でもこの表記に倣う）。
生家の決まりで髪の毛を切ることを禁じられていたため、髪が女子生徒の中で最も長く、足首ほどある。
内気で争いごとに恐れがある。
霊力を持ち、お祓いや占いが得意。また、その霊感で敵（セフィロト）の襲来や戦いの結末などを瞬間的に予知していた。
下着は褌を着用している。

### 戦士（男子生徒たち）
ここでは、ダニエル達男子生徒のことを指す。
ナンバリングは07～12まで。
モエナらと違い彼らは全員覚醒済みだったが、入学初日の敵の襲来時には眠らされていたといい、その場で出撃することができなかった。
男子生徒だと思われる07は現在、何らかの理由で欠番。
ダニエル・ロマノフ
年齢：15歳→17歳
出身：ロシア語圏自治州・首都モスクワ
守護宝石：ダイヤモンド　序列：10（象徴：富）
身長：175cm　健康体。
モエムの双子の弟である男子生徒。
軽薄な性格でモエムに嫌われているらしい。彼女からは「ダーニャ」と呼ばれている。
「嘘つき」を自認しており、武装後の武器も敵を惑わすためのものである。両手の翼の羽ばたきから幻影の空間を構築する『ラススヴェト』を使う。
幼い頃にノイ・ハイデルブルクの特別養護施設に保護されたために、モエムと別れていた。
上賀茂国衛（かみかも　くにえ）
年齢：15歳→17歳
出身：日本語圏自治州・歴史特別都市京都
身長：168cm　健康体。
守護宝石：ムーンストーン（月長石）　序列：08（象徴：均衡）
エリスの双子の兄。名字が違うのは生家の神社が下社と上社に分かれており、それぞれが別々に育てられていたためである。
エリス同様、彼の名前も漢字表記の「国衛」より、ほとんどカタカナの「クニエ」で表記される（本記事でもそれに倣う）。
武芸に秀でて真面目だがシスコン気味。普段は敬語で話すが、ダニエルがエリスの胸を見たことに憤慨し、言葉遣いが悪くなった。
天照の使いである八咫烏として、天照の託宣を聞くために育てられた。エリスが荒ぶる神である天照をその身に降ろすことを望まない。
エリスを庇って左腕を失う深傷を負うが、トナエにより事なきを得る。
武器は神剣・布都御霊剣（ふつのまたまのつるぎ）を使う。
ニーエ・クローゼ
年齢：15歳→17歳
出身：ドイツ学園都市　ノイ・ハイデルブルク
身長：172cm　健康体。
守護宝石：アクアマリン　序列：09（象徴：慎重）
常にパソコンを所持している天才少年。
武装後の武器にもパソコンを使用し、周囲のあらゆる状況を分析・把握する『神の見えざる手（Die Hand des Gottes　ディハンデスデスゴッテス ）』で戦いのサポートをする。
冷静で感情をあらわにしない。
ルカ・トニ・エデン
年齢：15歳→17歳
出身：イタリア諸国　シチリア島
身長：148cm　健康体（発育不足）
守護宝石：シトリン・トパーズ　序列：11（象徴：力）
10歳ほどの外見だが、流星雨の襲来以来から遺伝的に弱体化していく男子によくある発育不足のため。
モエナと同じくらいおバカで授業をちゃんと聞いていない。
武器は両足に装着されるアーマーパーツから蹴り出されるキック。必殺技は『メテオ・レオニ』（獅子座流星群）。
第5集で、燃世に想いを寄せていることを告白する。

### モエス学園関係者
ここでは、モエス学園の教官や指導者など、戦闘の前線に参加する生徒達以外の主な人物を指す。
ナンバリングは13～20まで。
百重・モンカ・ボッテ（モモエ・モンカ・ボッテ）
年齢：18歳→20歳
出身：北フランス（詳細不明）
身長：169cm　セフィロトと地球人の混血児。
守護宝石：アメジスト　序列：18（象徴：失望）　
高齢の学長に変わり、職務を務める従者の女性。
幼い頃から非常に聡明で大人びているが、まだ18歳。モエナらからは20代後半に見られていた。
20歳で大人になるようテロメアを切りそろえ、セフィロトと地球人男性との人工交配によって造られたエテルの娘。幼少期に、トナエらの『計画』が軌道に乗り始めたころ、彼らのもとへ学長のエーテルに養女として連れてこられた。
ブランカのオリジナルで幼い彼女の体を検体し、ブランカが造りだされた。
自分は指導者になるため生まれたという。
苗羽・ガーラ（ナエバ・ガーラ）
年齢：24歳→25歳
出身：ノルドランド（母は日本人）
身長：185cm
守護宝石：アイオライト　序列：14（象徴：人の心）
モエナが想いを寄せる男性教官。戦術・戦闘技術担当。百重に次いでモエスの全権を担い、先頭の際には指揮官を務める。
名前はほとんどカタカナの「ナエバ」で表記される。
真面目な性格。ナサナエルとよく喧嘩をするも友人同士である。
エテルが引き起こした地球への攻撃『大隕石の日』(グランドクロス)から逃れた『真実の男子』(アダム・カダモン)。
ナサナエル・ディオキシ
年齢：24歳（自称）→?
出身：フランス語圏北部
身長：182cm
守護宝石：フローライト　序列：16（象徴：塔）
モエナと友絵が初めて出会った若い男性の教官。教養担当。
奔放な性格かついい加減であまり教員らしいことはしていない（授業は自習）。
一方で優秀な科学者（エンジニア）であり、モエスの艦のエンジンであるグラビトンエネルギーを設計した。Gエネルギーを操って常に艦内で浮遊している。
第5集でセフィロトと人間の間から生まれた百重の双子であると判明する。セフィロト本星の指導者であったケテルが死亡した直後に統率を失ったセフィロトたちを扇動し、モエスに攻撃を仕掛けた。
トナエ・ラング
年齢：31歳→33歳
出身：ドイツ・旧ハイデルベルク
身長：187cm
守護宝石：テクタイト　序列：15（象徴：運命）
学園の校医で保健室（ラボ）の管理者。科学知識担当。
非常に優れた医療技術をもち、事故に遭った永麗やラヴィを救った。
生徒たちの演習中を狙うように相次ぐ敵の襲来に、学園の首脳部や百重に不信感を募らせる。一方で幼いころから彼女を知る人物。
武器はアスクレピオスの杖
シスター・エーテル
ほとんど姿を見せない、謎の多いモエス学園の学長。
目元を常に黒いベールで覆っているため素顔が見えない。
エテルが子供のような自分の姿では地球人類を導けないと判断し、彼女の名前と姿を借りることで『モエスの方舟計画』を進めた。
今まで現れた学長の姿はエテルの操るアンドロイドだった。
ブランカ
トナエにより造りだされたクローンの少女たち。外見はアルビノで『ブランカ』とは『白い少女』という意味。
学園の大半の生徒や館内のオペレーターは彼女たち。
姿はまったく同じではあるが、一人ひとりにナンバーと個体人称（名前）がつけられている。ナンバーは彼女らの着用する制服に書かれている。また、ナンバーはモエナたち生徒のナンバリングと反映しているらしい。
彼女らはヒトiPS細胞でできており、生まれた目的はモエナら生徒が戦死した際に、自らの肉体を利用し戦死した生徒を生き返らせるためである。ただし、男子の再生はできない。
ヒロコ（16）
モエナと仲がいいブランカの少女。
燃世を蘇らせるために自らの肉体を捧げることを望み、消滅してしまう。
レイ（01）
ブランカの一人。元々はモエムの『代わり』であり、かつて01だったモエムと日々を過ごした。
当初のナンバーは『00』だったらしい。
4年前にセフィロトの攻撃からモエムを庇い命を落とす。その後復活するもののモエムの代わりではなくなり、現在はモエナ用となっている。
一方で今もなお、モエムのことを気にかけている。
ラヴィ
年齢：45歳→47歳
出身:南米・インテル=ブラジリア（日系人）
身長：195cm
守護宝石：なし　序列：20（象徴：再生）
本名は宇佐田（うさだ）・ロベルト。普段からウサ耳ヘアーバンドを頭に付け、オネエ言葉を話す。心は女で男扱いされるのを嫌う。
学園の付属施設『シティ』内のゲーセンで店員をしているが、本来はトナエの共同研究者で、彼の幼いときからの師。
遺伝学の権威として計画に参加。
過去に『大隕石の日』による攻撃で瀕死の重傷を負ったが、トナエにより体をサイボーグ化されたことで命を救われた。そのときに顔を美女にしてもらったが、本人は肉体も美女化を希望している。
エテル（ムヌリス）
年齢：不明（外見は5～6歳）
出身：M13星雲・惑星セフィロト
身長：120cm
守護宝石：地球外物質（オリジナル）　序列：17（象徴：希望）
学長のエーテルを語るセフィロトの子ども（?）。人類滅亡のため59年前に流星雨とともに地球に来た使節の指導者（ムヌリス）。
ナニエルが成長し、人類を惜しむようになったことがきっかけで、彼女もまたセフィロトの攻撃に対抗し続ける人類を見ているうちに彼らに興味を持ち、惜しむようになる。それから使命を放棄し、人類の種の保存のために『モエスの方舟計画』を立案。グラビトン制御技術を地球人に与える。
性別は見た目ではわかりにくいが女性（xx）。しかし、本人はそれにこだわっていない。
普段は艦内の『驚異の塔（メルヴェイユ）』という場所にいる。

### セフィロト
『セフィロト（生命の樹）』を名乗り、人類を滅亡させるため攻撃し続けてきた謎の異星人。彼らが名乗るまでは『敵』と呼ばれていた。
その姿や遺伝子情報は人類とほぼ同じであるが、テロメアの長さが人間と比べ異様に長く、おそろしく長命な種族だと考えられる。
しかし、寿命を迎えると心身ともに急速に成長し、衰えて死を迎える。
また、地球人類の言葉を解し、片言ながらも会話ができる（ただしエテルは片言ではない）。子供のような振る舞いや言動が多いが、地球人類のような感情は希薄と思われる。また、死を理解していなかった。
旧暦の1974年11月に地球から発せられたアレシボメッセージにより地球人類の存在を知るが、彼らが長命でなく、自分たちと長い友人になれないと落胆し、地球人類の攻撃を始める。
エテルはセフィロトであるが、地球人類を惜しみ、彼らを裏切った。
ゲボラ
準惑星エリスの指導者。
エテルと外見が酷似している。
喉に守護宝石が埋め込まれている。
モエスの艦底から侵入し、モエナと出会う。彼女に触れ合ううち地球人に興味を持つが、最期はモエムにより、討たれる。
ナニエル
エテルの『秤る者』(ケテリス)で、彼女から『ナニ』と呼ばれる。
エテルが地球に大隕石を落とした後に急速に成長し、エテルがその時持ち出した受精卵を育てるように言う。
その後、12歳のナサナエルに自分の守護宝石を渡す。
ケテル
エテルとは双子に当たる、セフィロト本星の指導者。
急成長したことで、人類に対し罪の意識を感じて和解を望む。しかし、和解が始まる直後に死を迎える。

## 用語
モエスの方舟計画（計画）
エテルがエーテルの名を借り、人類の種の保存のために立案した計画。
トナエらモエス学園関係者が進めているが、現在の段階では遅れが生じているという。
守護宝石（エーデルシュタイン）
エテルが地球人に授けたセフィロトの重力子操作システム。賢者の宝石。意志の力で重力子を形にする。
学園の生徒たちや教官たちの制服に付いているのはエテルのもののコピー。武装して戦うための装備品でもある。
個人個人によって石の種類は異なる。
ただの宝石ではなく、宇宙服の役割から武器の転送まで、戦闘時にさまざまな役割を果たす。
モエスの艦のエンジンに使われている重力子（グラビトン）エネルギー制御装置（シュテインシステム）と同じものが内蔵されている。
以下の決められた言葉を唱えることで能力を発動させる。
アルメ（arme）
仏語で『武装』。アーマーパーツの転送時に唱える。
これを唱えると、何故か一瞬唱えた本人が裸になるサービスカットのような演出がある。
ヴォレ（voler）
仏語で『飛ぶ』。
足のブースターの起動により飛行する。
グレイヴ（glaive）
仏語で「剣（力）を」という意。
自分の望む武器を思い浮かべ、発動させる。
ブリュンヒルデ
作中ではモエナのことを指すと思われる。
ヴァルキューレとして覚醒していない彼女を百重やトナエは「ブリュンヒルデの眠りは深い」と語る場面がある。
シティ
学園の艦内にある付属施設。
都市の一部の空間転移を用いているが、9割が隔壁仮想空間（カキワリ）である。
『大隕石の日』（グランドクロス）
AU0115年にY遺伝子が正常な男子たちを集め管理している世界各国4つの拠点にエテルが大隕石の攻撃を伝導し、行った日。

## 書誌情報
- 「聖モエスの方舟」〈サンデージェネックスコミックス〉（小学館）
  1. ISBN 9784091572097 　
  2. ISBN 9784091572486
  3. ISBN 9784091572820
  4. ISBN 9784091573049
  5. ISBN 9784091573452

## 関連作品
- 世界制服